# Побединское сельское поселение (Волгоградская область)
Побединское сельское поселение — муниципальное образование (сельское поселение) в Быковском муниципальном районе Волгоградской области. Административный центр — посёлок Победа.

## География
Расположено в северной части Быковского района, на западе омывается Волгоградским водохранилищем.
Площадь сельского поселения составляет 21 448 гектар, из которых 16 277 га (по состоянию на 2008 год) приходится на сельхозугодья и 104 га занимает застройка (по состоянию на 2008 год).
Граничит:
- на юге — с Зелёновским сельским поселением;
- на юго и востоке — с Солдатско-Степновским сельским поселением;
- на северо-востоке — с Александровским сельским поселением районом;
- на севере — с Быковским городским поселением;
- на западе — с Дубовским районом[1].

## Население
| 2010  | 2012  | 2013  | 2014  | 2015  | 2016  | 2017  |
| ----- | ----- | ----- | ----- | ----- | ----- | ----- |
| 1028  | ↗1031 | ↗1036 | ↗1048 | ↗1055 | ↗1058 | ↗1061 |
| 2018  | 2019  | 2020  | 2021  |       |       |       |
| ↘1042 | ↘1035 | ↘1027 | ↗1043 |       |       |       |

## Состав сельского поселения
| № | Населённый пункт | Тип населённого пункта          | Население |
| - | ---------------- | ------------------------------- | --------- |
| 1 | Победа           | посёлок, административный центр | ↗1043     |

## Администрация
Глава — Князев Сергей Викторович (c 11 октября 2009 года);

Телефон/факс: 8(84495) 3-62-23

Адрес администрации: 404080, Волгоградская область, Быковский район, п. Победа, ул. Быковская, 8/1.

e-mail: bykpobeda@ya.ru

## Транспорт
В западной части территорию сельского поселения пересекает в направлении северо-восток↔юго-запад автомобильная дорога регионального значения Р226.
Протяженность автодорог местного значения — 8,8 км.